# Serbo-Australiens
Les Serbes australiens sont des citoyens d'Australie qui ont des origines serbes. D'après le recensement de 2016, la diaspora serbe vivant en Australie compte 72 695 personnes. Les Serbes ont migré en Australie principalement durant le XXe siècle. 

## Démographie
| État et territoire                     | Nombre | % de la population |
| -------------------------------------- | ------ | ------------------ |
| Nouvelle-Galles du Sud                 | 28 652 | 0,38               |
| Victoria                               | 23 540 | 0,40               |
| Queensland                             | 7 216  | 0,15               |
| Australie-Méridionale                  | 5 857  | 0,35               |
| Australie-Occidentale                  | 5 289  | 0,21               |
| Tasmanie                               | 296    | 0,06               |
| Territoire du Nord                     | 133    | 0,06               |
| Territoire de la capitale australienne | 1 712  | 0,43               |

En 2016, 53 802 personnes, soit 0,23 % de la population et 74 % des Serbo-Australiens, déclarent parler le serbe à la maison.

## Personnalités australiennes d'origine serbe
- Frank Arok
- Milan Blagojević
- Bobby Despotovski
- Jelena Dokić
- Ivan Ergić
- Milan Ivanović
- Zoran Jovičić
- Miranda Kerr
- Jim Milisavljevic
- Holly Valance
- Danny Vukovic